# Hatshausen
 (septembre 2017).
Hatshausen est un quartier de la commune allemande de Moormerland, dans l'arrondissement de Leer, Land de Basse-Saxe.

## Histoire
Hatshausen est mentionné pour la première fois au XVe siècle sous le nom de Harstahusum.
Hatshausen et une dizaine d'autres communes indépendantes fusionnent avec Moormerland en janvier 1973.

## Personnalités liées à la commune
- Johannes Fabricius (1587-1617), astronome.

## Source, notes et références
- (de) Cet article est partiellement ou en totalité issu de l’article de Wikipédia en allemand intitulé « Hatshausen » (voir la liste des auteurs).